# Сербська радикальна партія
Сербська радикальна партія (серб. Српска радикална странка, CPC / Srpska radikalna stranka, SRS) — сербська проросійська ультраправа, націоналістична політична партія. Вона була створена у 1991 році. Її лідером є Воїслав Шешель.
На парламентських виборах у 2003 році вона отримала найбільшу кількість голосів (27,6%), але не змогла сформувати уряд і повинна була піти в опозицію. На виборах 21 січня 2007 року партію підтримали 28,59% виборців, друге місце посіла Демократична партія, яка отримала 22,71% голосів. У 2008 році у партії стався розкол, коли деякі її члени на чолі з Томіславом Ніколичем заснували Сербську прогресивну партію.
На парламентських виборах у 2016 році вона отримала 8,10% голосів.
На парламентських виборах у 2020 році вона отримала 2,05% голосів.